# Serie B 1983 (calcio femminile)
L'edizione 1983 è stata la quattordicesima edizione del campionato italiano F.I.G.C.F. di Serie B femminile di calcio. Corrisponde al campionato 1982-1983 del calcio maschile.
Il campionato è iniziato il 27 febbraio 1983 ed è terminato il 7 agosto 1983 con assegnazione del titolo di campione di Serie B 1983 all'A.P. Alba Pavona Crismatours di Pavona di Albano Laziale.

## Stagione

### Novità
Variazioni prima dell'inizio del campionato:
cambio di denominazione e sede:
- da "U.S.F. Nuvola Milan" a "U.S.F. Milan Trezzano" di Trezzano sul Naviglio,
- da "A.C.F. Reggiana" ad "A.C.F. Borsettificio Katia Reggiana" di Reggio Emilia;

hanno rinunciato al campionato di Serie B:
- "U.S. Libertas Como" di Como,
- "A.C.F. Arredamenti Soresina" di Cesano Boscone,
- "A.C.F. Dimac Toniolo Bologna" di Bologna,
- "C.F. Catania 80" di Catania,
- "S.C.F. Casertana" di Caserta,
- "ACF. Casapulla" di Casapulla;

hanno rinunciato al campionato di Serie B per iscriversi alla Serie C (interregionale):
- "A.C.F. Derthona" di Tortona;

società non aventi diritto ammesse in Serie B:
- "A.C.F. Novese" di Vignole Borbera,
- "A.C.F. Pavia" di Pavia,
- "A.C.F. Ford Gratton Goriziana" di Gorizia,
- "A.C.F. Foggia" di Foggia.

### Formula
Vi hanno partecipato 21 squadre divise in due gironi. La prima classificata di ognuno dei due gironi viene promossa in Serie A. L'ultima classificata di ognuno dei due gironi viene relegate al campionato di Serie C (interregionale).

## Girone A

### Squadre partecipanti
| Club                                 | Città                 | Stagione 1982                |
| ------------------------------------ | --------------------- | ---------------------------- |
| S.C.F. Alassio Cottodomus            | Alassio               | in Serie C                   |
| A.C.F. Aurora Mombretto              | Mombretto di Mediglia | 13º posto in Serie A         |
| Calcistica Carpigiani Rovarese       | Albino                | in Serie C                   |
| A.C.F. Centro Abbigliamento Biellese | Biella                | 3º posto in Serie B/A        |
| C.S. Castrezzato                     | Castrezzato           | 4º posto in Serie B/B        |
| A.C.F. Ford Gratton Goriziana        | Gorizia               | 6º posto in Serie B/B        |
| U.S.F. Milan Trezzano                | Trezzano sul Naviglio | 1º posto in Serie C lombarda |
| A.C.F. Novese                        | Novi Ligure           | 5º posto in Serie B/A        |
| A.C.F. Pavia                         | Pavia                 | 7º posto in Serie B/A        |
| A.C.F. Pordenone                     | Pordenone             | 2º posto in Serie B/B        |
| A.C.F. Vicenza                       | Vicenza               | in Serie C                   |

### Classifica finale
|  | Pos. | Squadra                       | Pt | G  | V  | N | P  | GF | GS | DR  |
|  | ---- | ----------------------------- | -- | -- | -- | - | -- | -- | -- | --- |
|  | 1.   | Aurora Mombretto              | 38 | 20 | 18 | 2 | 0  | 56 | 6  | +50 |
|  | 2.   | Pordenone                     | 32 | 20 | 15 | 2 | 3  | 66 | 16 | +50 |
|  | 3.   | Centro Abbigliamento Biellese | 28 | 20 | 12 | 4 | 4  | 35 | 22 | +13 |
|  | 4.   | Castrezzato                   | 26 | 20 | 11 | 4 | 5  | 38 | 24 | +14 |
|  | 5.   | Ford Gratton Goriziana        | 18 | 20 | 8  | 2 | 10 | 18 | 23 | -5  |
|  | 6.   | Carpigiani Rovarese           | 17 | 20 | 5  | 7 | 8  | 24 | 25 | -1  |
|  | 6.   | Milan Trezzano                | 17 | 20 | 5  | 7 | 8  | 20 | 33 | -13 |
|  | 8.   | Pavia                         | 15 | 20 | 4  | 7 | 9  | 15 | 29 | -14 |
|  | 9.   | Vicenza                       | 12 | 20 | 3  | 6 | 11 | 18 | 37 | -19 |
|  | 10.  | Novese                        | 10 | 20 | 2  | 6 | 12 | 18 | 43 | -25 |
|  | 11.  | Alassio Cottodomus            | 7  | 20 | 1  | 5 | 14 | 18 | 68 | -50 |

Legenda:
      Promossa in Serie A
      Retrocessa in Serie C
Note:
Due punti a vittoria, uno a pareggio, zero a sconfitta.
Il Pordenone è stato successivamente ammesso in Serie A alla compilazione dei quadri 1984.
L'Alassio Cottodomus è stato successivamente riammesso in Serie B alla compilazione dei quadri 1984.

## Girone B

### Squadre partecipanti
| Club                                | Città                    | Stagione 1982         |
| ----------------------------------- | ------------------------ | --------------------- |
| A.C.F. Afragola                     | Afragola                 | in Serie C            |
| A.P. Alba Pavona Crismatours        | Pavona di Albano Laziale | 1º posto in Serie B/C |
| A.C.F. Borsettificio Katia Reggiana | Reggio nell'Emilia       | 3º posto in Serie B/B |
| A.C.F. Felici Mobili Scaligeri Roma | Roma                     | 3º posto in Serie B/C |
| A.C.F. Foggia                       | Foggia                   | 5º posto in Serie B/D |
| Pol. Oltrarno Firenze               | Firenze                  | 4º posto in Serie B/C |
| A.C.F. Parma                        | Basilicagoiano           | in Serie C            |
| S.S.C. Pescara                      | Pescara                  | in Serie C            |
| A.C.F. Prato                        | Prato                    | in Serie C            |
| A.C.F. Urbe Lazio                   | Roma                     | in Serie C laziale    |

### Classifica finale
|  | Pos. | Squadra                      | Pt       | G  | V  | N  | P  | GF | GS | DR  |
|  | ---- | ---------------------------- | -------- | -- | -- | -- | -- | -- | -- | --- |
|  | 1.   | Alba Pavona Crismatours      | 25       | 16 | 11 | 3  | 2  | 37 | 10 | +27 |
|  | 2.   | Oltrarno Firenze             | 25       | 16 | 11 | 3  | 2  | 29 | 10 | +19 |
|  | 3.   | Bors. Katia Reggiana         | 19       | 16 | 8  | 3  | 5  | 17 | 22 | -5  |
|  | 4.   | Felici Mobili Scaligeri Roma | 16       | 16 | 6  | 4  | 6  | 14 | 16 | -2  |
|  | 5.   | Urbe Lazio                   | 15       | 16 | 5  | 5  | 6  | 23 | 19 | +4  |
|  | 6.   | Foggia                       | 14       | 16 | 5  | 4  | 7  | 20 | 23 | -3  |
|  | 7.   | Afragola                     | 13       | 16 | 5  | 3  | 8  | 21 | 26 | -5  |
|  | 7.   | Prato                        | 13       | 16 | 4  | 5  | 7  | 13 | 22 | -9  |
|  | 9.   | Pescara                      | 4        | 16 | 1  | 2  | 13 | 4  | 30 | -26 |
|  | --   | Parma                        | Ritirata | -- | -- | -- | -- | -- | -- | --  |

Legenda:
      Promossa in Serie A
      Retrocessa in Serie C
      Ritirata
Note:
Due punti a vittoria, uno a pareggio, zero a sconfitta.
Il Parma si è ritirato a calendario già compilato e non è stato sostituito.
L'Oltrarno Firenze è stato successivamente ammesso in Serie A alla compilazione dei quadri 1984.

### Spareggio promozione
| Alba Pavona Crismatours | 1 - 0 | Oltrarno Firenze | Tarquinia (VT), 10 luglio 1983 |  |  |
|                         |       |                  |                                |  |  |

## Finale per il titolo
Alla finale per il titolo hanno partecipato le vincitrici dei due gironi, l'Aurora Mombretto per il girone A e l'Alba Pavona Crismatours per il girone B. Il titolo è stato vinto dall'Alba Pavona Crismatours.

## Verdetti finali
- Aurora Mombretto e Alba Pavona Crismatours promosse in Serie A.
- Alassio Cottodomus, Pescara e Parma retrocessi al campionato di Serie C (interregionale).